# Polyalthia fragrans
Polyalthia fragrans är en kirimojaväxtart som först beskrevs av Nicol Alexander Dalzell, och fick sitt nu gällande namn av Joseph Dalton Hooker och Thomas Thomson. Polyalthia fragrans ingår i släktet Polyalthia och familjen kirimojaväxter. Inga underarter finns listade i Catalogue of Life.

## Bildgalleri

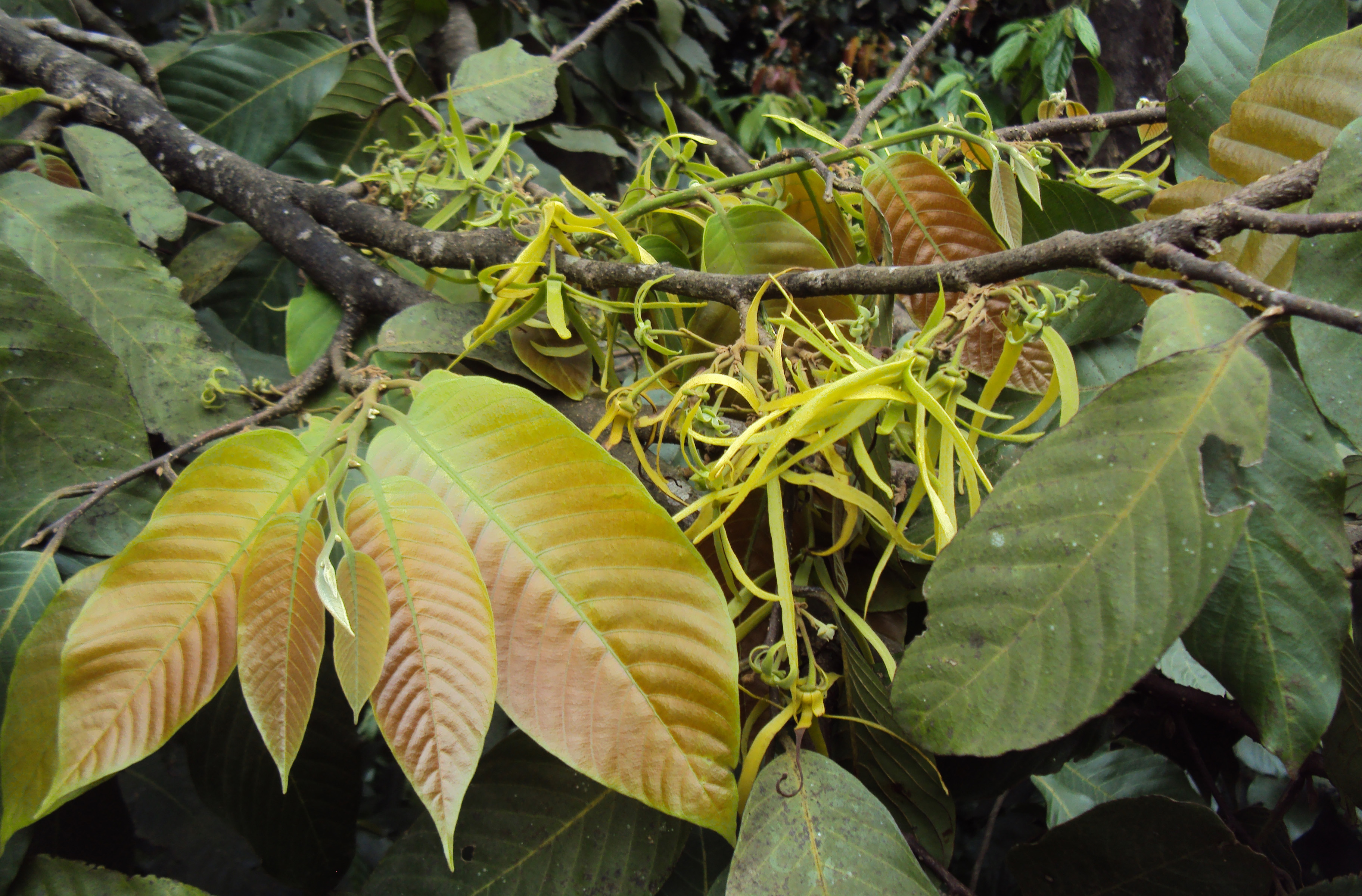
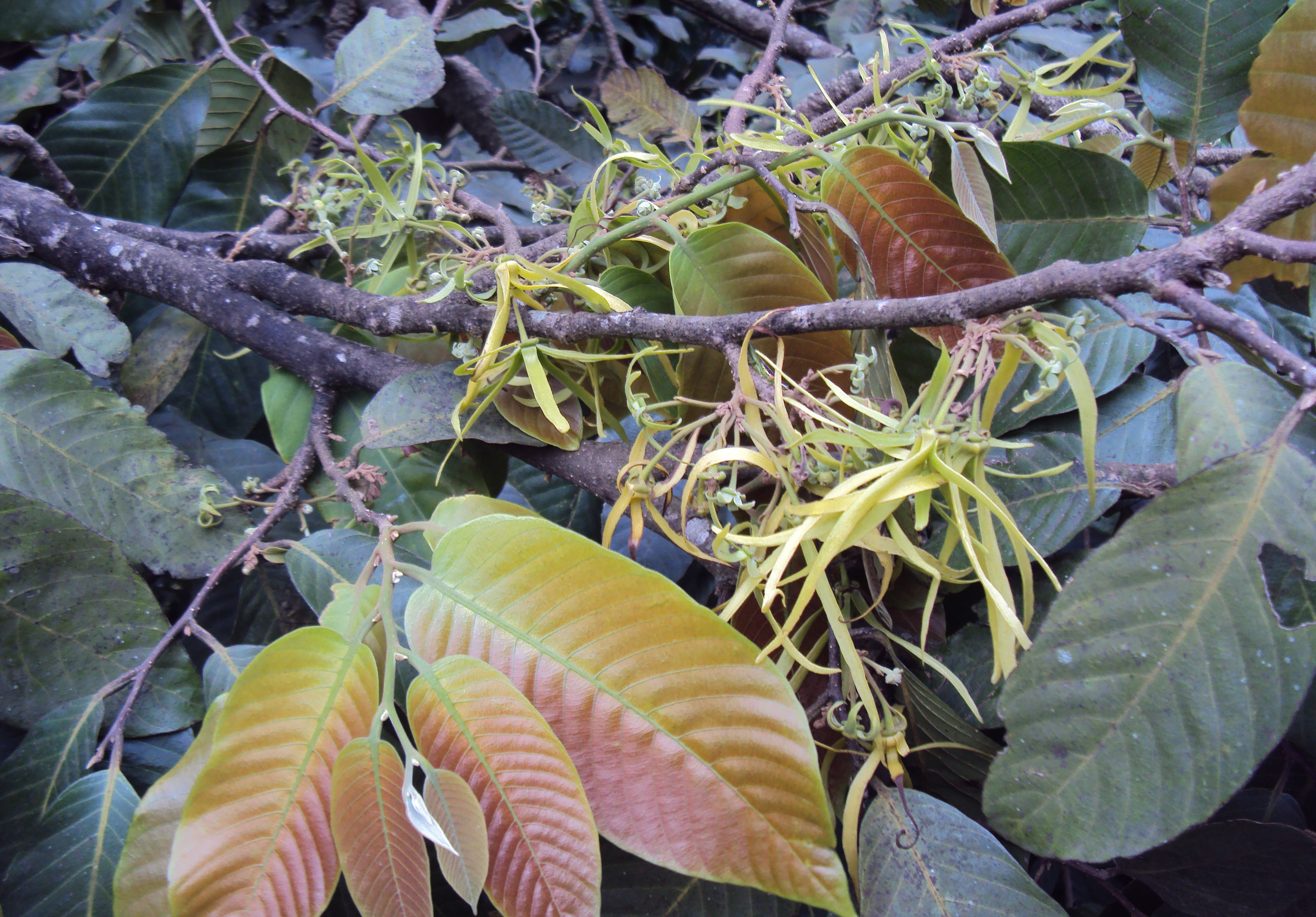
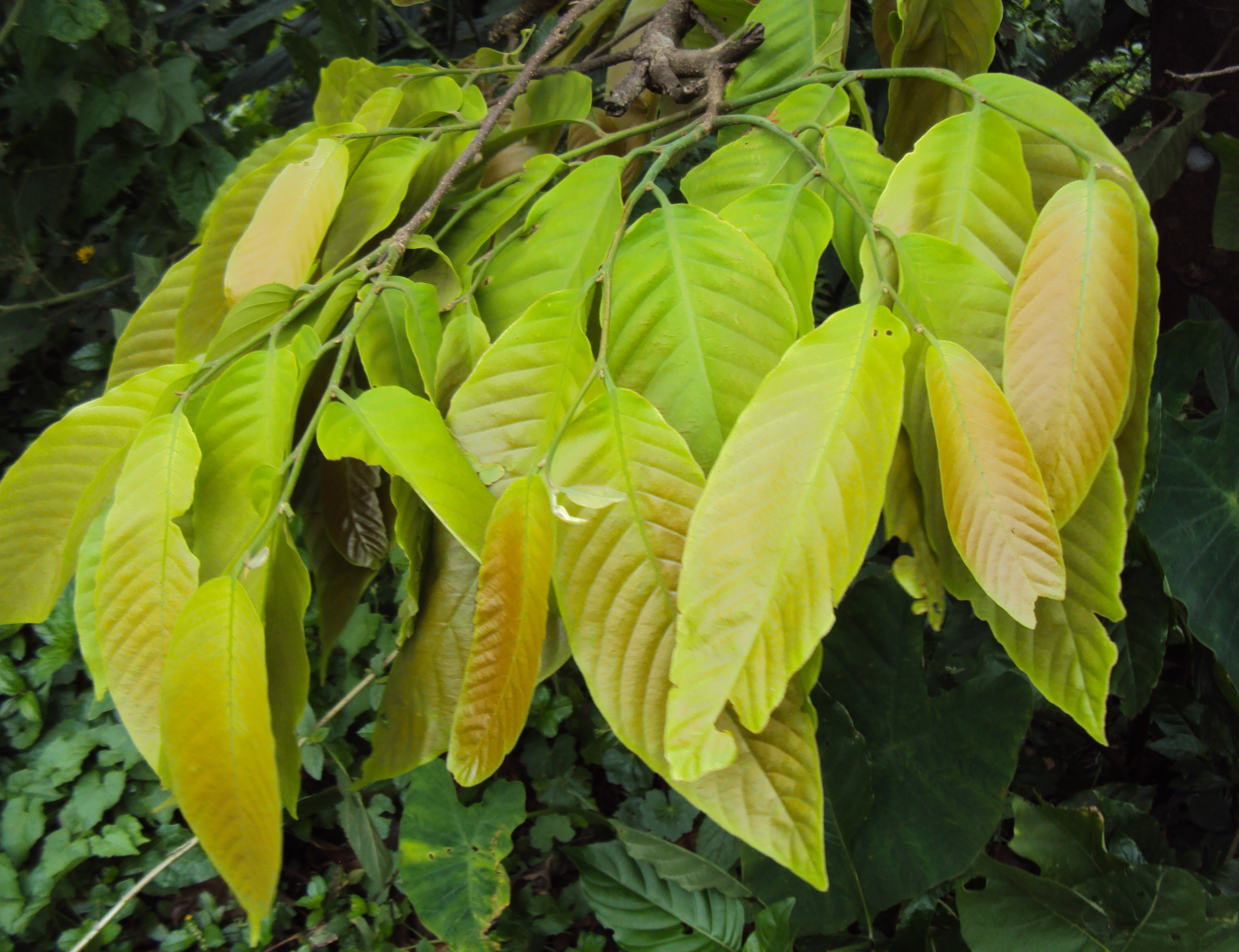
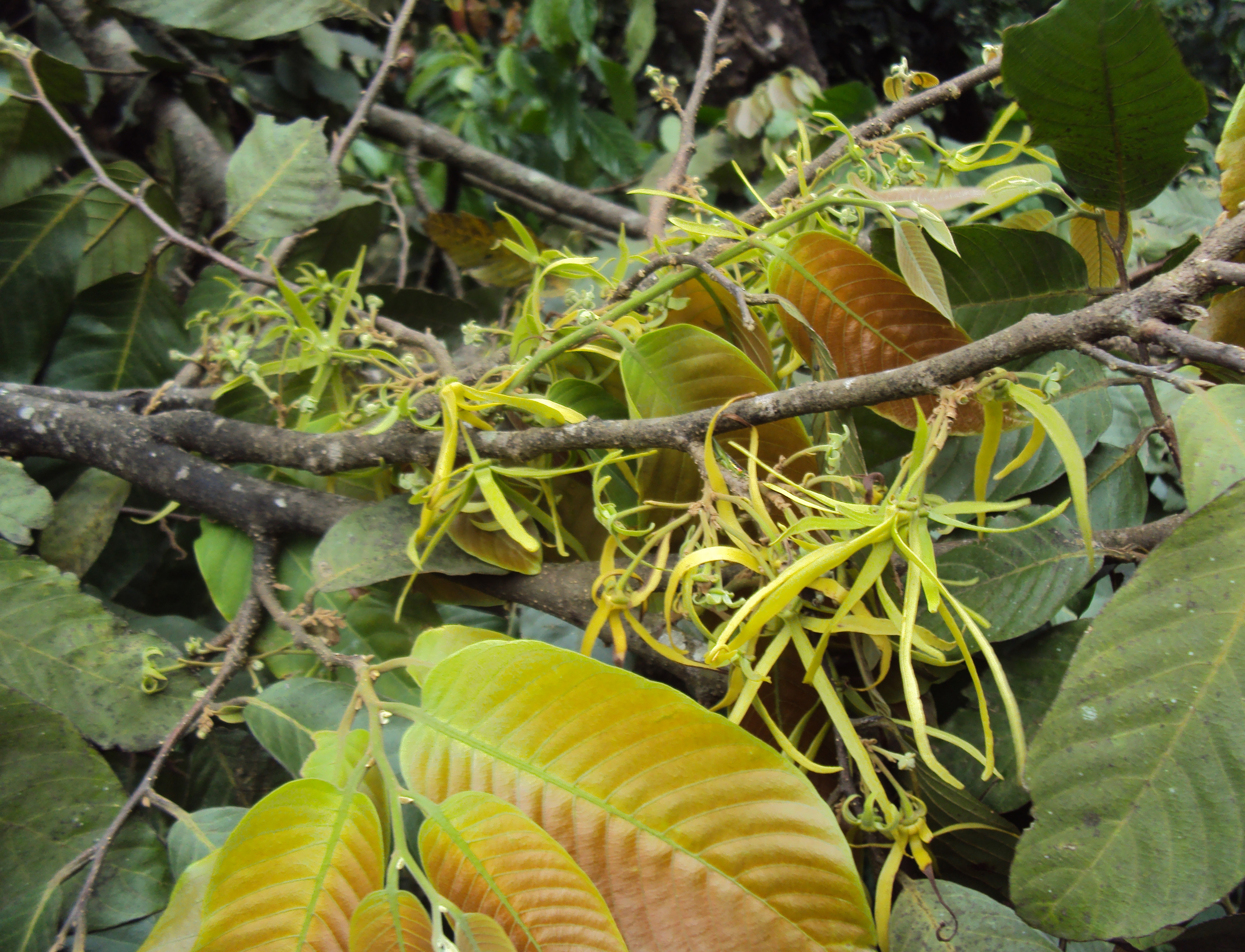
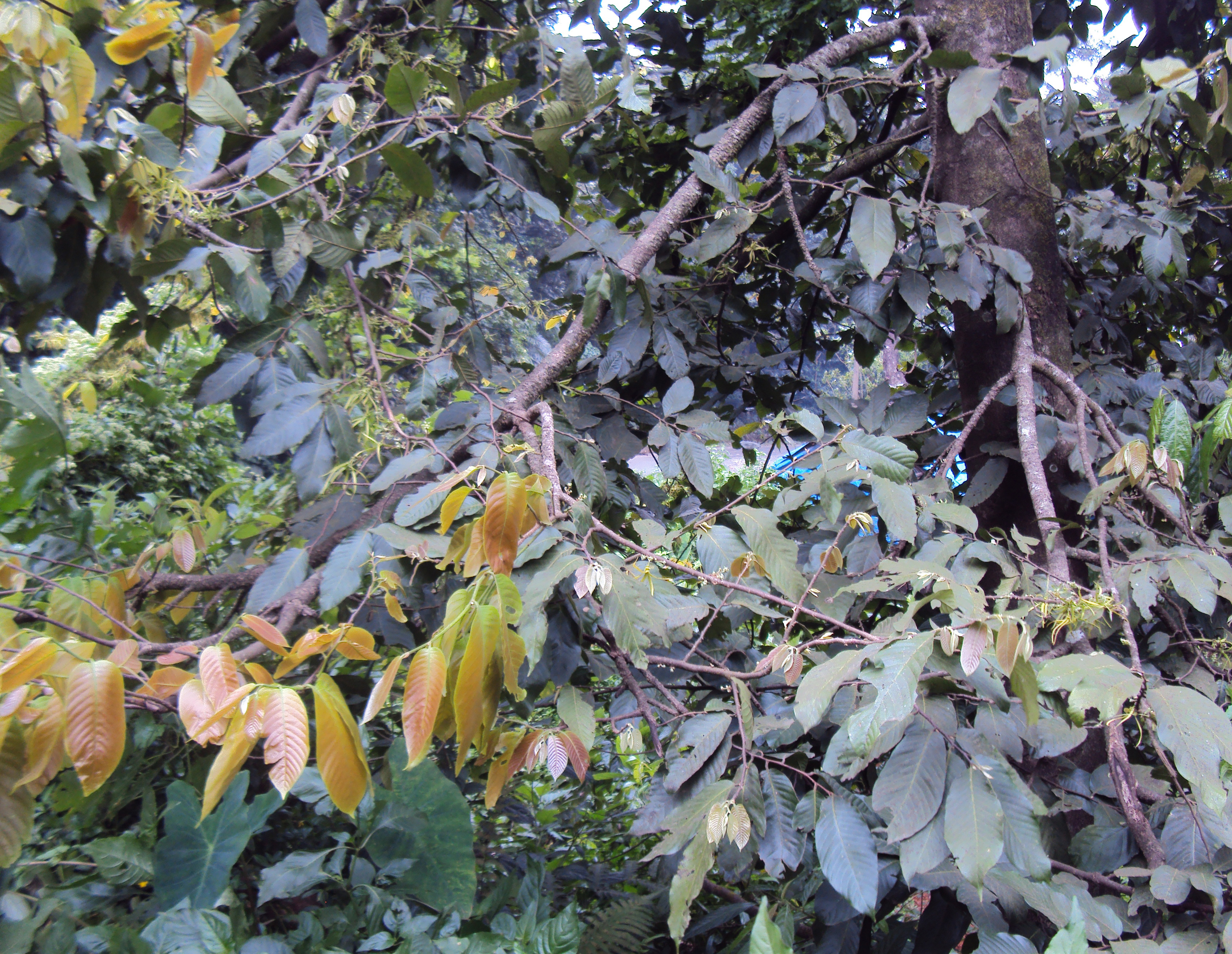
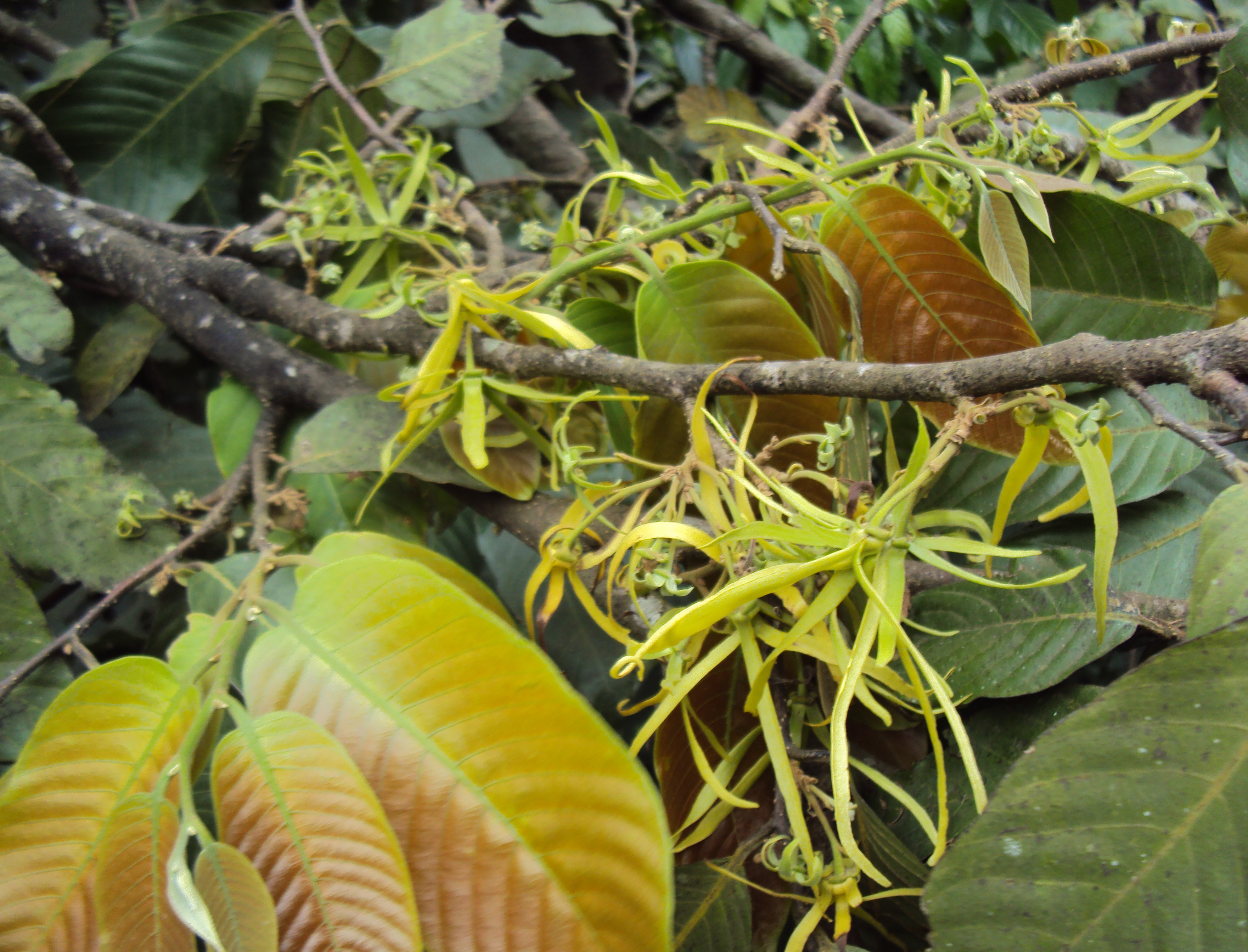